# Francisco Mangado
Francisco «Patxi» Mangado Beloqui (Estella, 1957) es un arquitecto español. Arquitecto por la Escuela Técnica Superior de Arquitectura de la Universidad de Navarra, desarrolla su labor docente como profesor en la citada escuela desde 1982. Considerado «el tercer eslabón navarro de la arquitectura contemporánea española, tras Sáenz de Oiza y Rafael Moneo».

## Biografía
Nacido en Estella, desde los doce años sintió una pasión por la arquitectura naval, a causa de veranear con su padre en un pueblo costero. Allí quedó fascinado por la forma y arquitectura de los barcos que observaba, por lo que se decidió a dedicarse a ello. Sintió una decepción cuando descubrió que esto solo se estudiaba en Madrid (ciudad en el interior de la península, sin mar) y era una asignatura en el último curso. La frustración no le alejó de su obsesión por crear y construir, sino que le empujó a estudiar arquitectura.
Además de ser profesor en Escuela Técnica Superior de Arquitectura de la Universidad de Navarra, durante un semestre, ha sido también profesor invitado en la Graduate School of Design de la Universidad de Harvard. Fue invitado de nuevo por un semestre a ser Eero Saarinen Visiting Professor of Architecture en la Escuela de Arquitectura de la Universidad de Yale y actualmente es Profesor de Proyectos en el Máster de Diseño Arquitectónico en la Escuela de Arquitectura de la Universidad de Navarra. Además, también fue profesor invitado en l’École Polytechnique Fédérale de Lausanne (EPFL), en la Universidad de Cornell y en la Politécnica de Milán. Paralelamente, desarrolla su trabajo como arquitecto en su estudio de Pamplona. Fue nombrado en julio de 2015 Coordinador General de Bienales de España por la Dirección General de Arquitectura, Vivienda y Suelo.
En junio de 2008 lanzó la Fundación Arquitectura y Sociedad, en la que continúa participando como patrono fundador. Esta fundación fue creada para favorecer la interacción de la arquitectura con otras disciplinas de la creación, el pensamiento y la economía. Participa en las actividades de la Fundación, especialmente en los Congresos Internacionales que se organizan cada dos años desde 2010. Así en el IV Congreso Internacional de arquitectura y sociedad su intervención estuvo dedicada a las soluciones constructivas respetuosas con la naturaleza y el medio ambiente.

## Obra
Su obra es muy extensa, y esparcida tanto por España como por fuera. Su gusto y estilo arquitectónico no va en la línea de las Bellas Artes, sino que Patxi lo que busca es la utilidad y la funcionalidad en sus edificios, trata de crear un barco, una casa, un auditorio… que sea útil, sin que prevalezca la imagen.  
Sus primeras obras fueron realizadas en Olite, en la segunda mitad de la década de los ochenta: la ordenación de la plaza Carlos III y las Bodegas Marco Real. Ya desde estas se observan sus principales características como son: la funcionalidad, la atención al carácter del lugar y a la naturaleza de los materiales empleados. Estas reformas le valieron la fama y la obtención de otros proyectos. Destacan las casas unifamiliares de Irache y Gorraiz, y las viviendas colectivas de Zizur Mayor y Mendillorri.  
Pero sus proyectos de mayor envergadura son los edificios y plazas públicas, donde la responsabilidad es mayor. Obras como el centro de salud de San Juan, la fábrica de Gamesa Eólica o el modelo coruñés de piscina (piscina cubierta de Vigo), son ejemplos de arquitecturas más ceñidas al programa, de carácter más cotidiano.
Pero aquellas en las que ha podido plasmar sus ideas son las más destacables. Comenzar por la que es considerada su mejor obra hasta la fecha: el Palacio de Congresos y Auditorio de Navarra, en Pamplona, más conocido como El Baluarte. Supuso para él pasar de realizar proyectos de 6000 metros cuadrados a uno de casi 70 000. Se edificó sobre una parcela vacía por el derribo de antiguos cuarteles, situada frente a la Ciudadela, los ensanches urbanos y el centro histórico.  
Sus otras tres grandes obras son el Museo de Arqueología en Vitoria, que le valió el ganar varios premios entre los que destaca el Premio Copper de Arquitectura en 2009 (del Instituto Europeo del Cobre); el Auditorio Municipal de Teulada en 2011 en Alicante, un revolucionario edificio que combina las cristaleras para mantener las vistas del mar y la protección ante el sol para evitar un calentamiento del edificio; y el Palacio de Congresos de Palma de Mallorca, con el que ganó el Premio Nacional de Arquitectura en 2017. Sin olvidar el Pabellón de España para la Expo de Zaragoza del 2008, en el que plasma su arquitectura y su estilo, que es su obra más premiada hasta la fecha.  

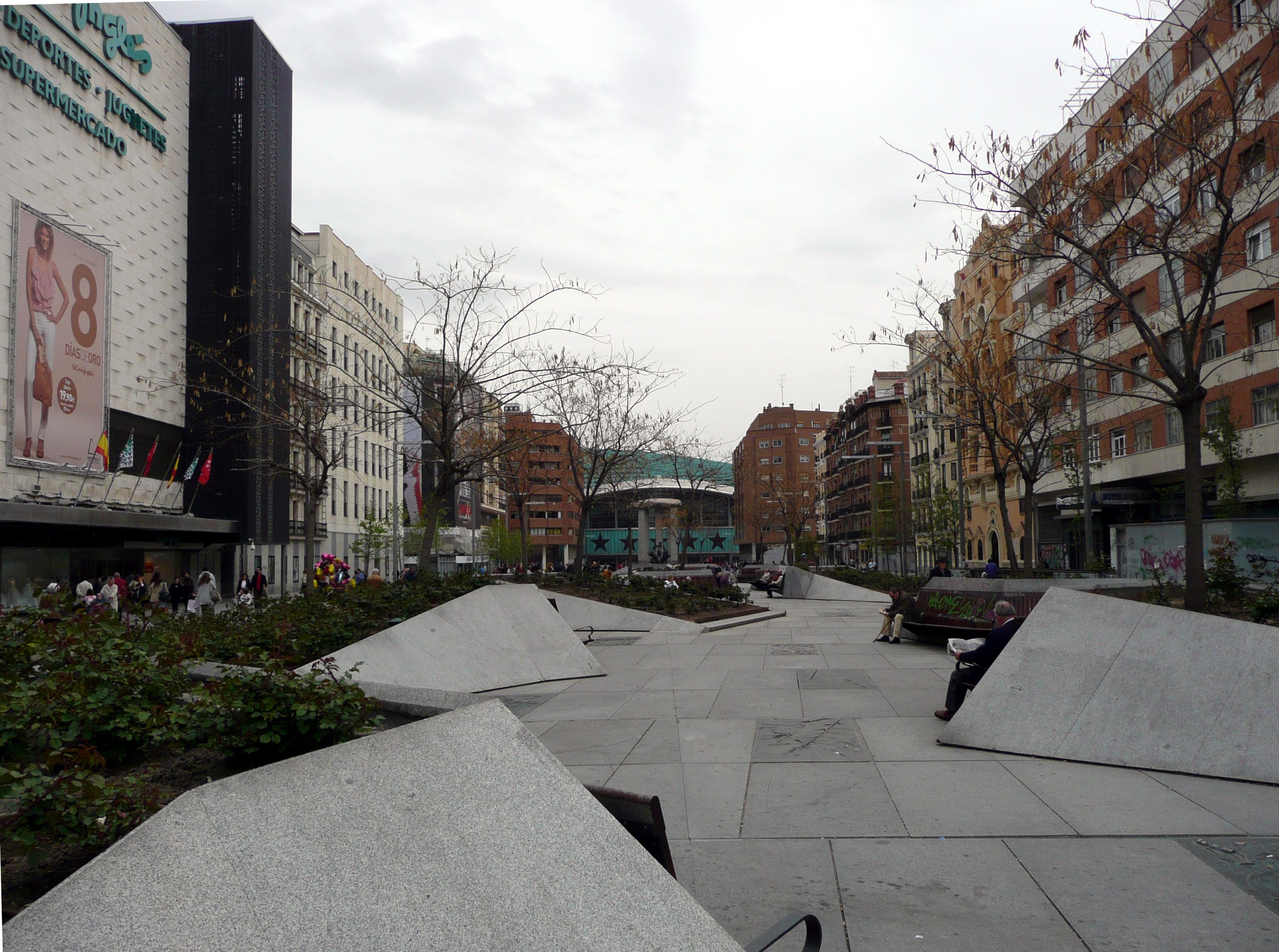
Plaza de Felipe II en Madrid, reformada por Mangado en 2005

Otro elemento son las plazas, presentes en el trabajo de Mangado desde los inicios (plaza de Carlos III de Olite), pero que continúa como una modalidad importante en su obra, destacando la Plaza de los Fueros de Estella (inaugurada el 29 de julio de 1993), la Plaza Felipe II (o Salvador Dalí) en Madrid o el entorno de la catedral de Brugos, entre otras.  
Ha recibido numerosos proyectos a nivel internacional en Chile, Argentina, Francia, Italia, Suiza…  

## Proyectos
- Reforma de la Plaza de los Fueros de Estella
- Plaza de Carlos III, Olite
- Bodegas Marco Real, Olite
- Club de Campo Señorio de Zuasti (Navarra)
- Palacio de Congresos y Auditorio de Navarra, Pamplona
- Plaza de Salvador Dalí, Madrid
- Estadio de fútbol Nueva Balastera (Palencia)
- Plaza Pey Berland en Burdeos (Francia)
- Piscina Cubierta Vigo
- Pabellón de España en la Expo Zaragoza 2008
- Auditorio de Teulada-Moraira (Alicante)
- Museo Arqueológico de Vitoria 2009
- Centro Municipal de Exposiciones y Congresos de Ávila
- Centro de cultura e Iglesia en Thiene (Italia)
- Palacio de Congresos de Palma de Mallorca
- Museo de Bellas Artes de Asturias, Oviedo.
- Torres de Viviendas San Lázaro, Oviedo.
- Complejo Residencial Valenor. Madrid
- Oficinas para Metrovacesa en Madrid
- Nuevo Museo de Ciencias Universidad Navarra
- Edificios de Viviendas Irati en Pamplona
- Nuevo Conservatorio Profesional en Zamora

## Premios
Ha recibido entre otros, los siguientes premios:
- Premio de arquitectura Andrea Palladio
- Thiene de Arquitectura
- Premio Architecti
- Premio de la CEOE
- Premio FAD de Arquitectura e Interiorismo.
- Primer Premio en los Premios Saloni de Arquitectura (2007).
- Gran Premio Enor de Arquitectura 2007 con el Estadio de Fútbol Nueva Balastera en Palencia.
- Primer Premio de Arquitectura COAL 2007 por el Estadio Nueva Balastera.[10]
- Primer Premio en la VII edición de Cerámica de Arquitectura ASCER 2008 por el Pabellón de España en Expo Zaragoza.
- Primer Premio Construmat (2009) en Edificación por el Pabellón de España en la EXPO Zaragoza 2008.
- Medalla de Oro Giancarlo Ius otorgado por la UIA en la IV Bienal Internacional de Arquitectura “Barbara Cappochin”, por el Pabellón de España en la Expo Zaragoza 2008 (julio 2009).
- Premio Copper en Arquitectura, otorgado por el Instituto Europeo del Cobre en Londres, por el Museo Arqueológico de Vitoria (septiembre de 2009).
- Premio García Mercadal al Pabellón de España en la Expo Zaragoza 2008, otorgado por COA Aragón.
- Premio de Arquitectura Española (2009) al Pabellón de España en la Expo Zaragoza 2008, otorgado por el CSCAE.[4]
- International Prize for Sustainable Architecture Fassa Bortolo: Medalla de Plata (2017) por la sede del Edificio Norvento.[1]
- American Architecture Prize (2017) en la categoría Architectural Design/Other Architecture por la sede del Edificio Norvento.[1]
- León de Oro de la Bienal de Venecia (mayo de 2016) por el Pabellón de España (Zaragoza)[1]
- Premio Berlin Art Prize - Architecture 2017 por parte de la Academia de las Artes de Berlín.
- Premio Nacional de Arquitectura (2017), por su proyecto y ejecución del Palacio de Congresos de Palma de Mallorca.[11]
- Premio Francisco Javier (2021), entregado en Madrid, por María Chivite, presidenta de la Comunidad Foral Navarra.[12]
- Medalla de Oro al Mérito en las Bellas Artes (2022) otorgado por el Ministerio de Cultura y Deporte.[13]

Las obras del Palacio de Congresos y Auditorio de Pamplona y el Centro Municipal de Exposiciones y Congresos de Ávila fueron incluidas en la exposición que el MOMA (Museum of Modern Art) organizó sobre arquitectura española, en Nueva York, así como en Madrid, durante el año 2006.